# Johncouchia
Johncouchia är ett släkte av svampar. Johncouchia ingår i familjen Septobasidiaceae, ordningen Septobasidiales, klassen Pucciniomycetes, divisionen basidiesvampar och riket svampar.
|             | Ordonia                                  |
|             |                                          |
|             | Septobasidium                            |
|             |                                          |
|             | Glenospora                               |
|             |                                          |
|             | Aphelariopsis                            |
|             |                                          |
|             | Uredinella                               |
|             |                                          |
|             | Coccidiodictyon                          |
|             |                                          |
| Johncouchia | \| \| Johncouchia mangiferae \| \| \| \| |
|             | \| \| Johncouchia mangiferae \| \| \| \| |
|             | Auriculoscypha                           |
|             |                                          |
|             | Johncouchia mangiferae                   |
|             |                                          |

|  | Johncouchia mangiferae |
|  |                        |